# Godhavn (institution)
 For alternative betydninger, se Godhavn. (Se også artikler, som begynder med Godhavn)
 Der er for få eller ingen kildehenvisninger i denne artikel, hvilket er et problem. Du kan hjælpe ved at angive troværdige kilder til de påstande, som fremføres i artiklen.

Godhavn er en behandlingsinstitution i Tisvildeleje i Nordsjælland. 
Godhavn har fokus på normaltbegavede børn og unge med sociale, psykiske, psykiatriske og adfærdsmæssige vanskeligheder og huser ca. 80 anbragte piger og drenge i alderen fra 9 til 20 år. Bo-afdelingerne Bakken og Åsen har overvejende unge i alderen 14 til 20 år boende. Sletten har otte børn og unge mellem 12 og 15 år boende. Toften har børn fra 9 til 14 år boende og Strandleddet har plads til 4 børn og unge i alderen 9 til 20 år. Der er motionsrum, gymnastiksal, motocross og udendørs fodboldbaner. Godhavn ejer endvidere et sommerhus og en hytte i Sverige.

## Godhavns historie
Godhavn blev i 1893 oprettet som opdragelsesanstalt og hjem for forældreløse eller ulykkeligt stillede drenge. 
1923 blev Godhavn anerkendt som skole- og lærlingehjem med plads til 80 drenge, 60 skolesøgende og 20 lærlinge. Hjemmet bestod af en hovedbygning med sovesal til 60 drenge, en stor spisesal, en skolebygning, lærlingebygning, forstanderbolig og værksteder. I 1945 kom en mellembygning med køkken og stuepigebolig til, og i 1949 blev værkstederne udvidet med bl.a. et snedkeri og gymnastiksal. Hertil skal lægges et omfattende landbrug med dyrehold.
1953 blev isolationscellen eller “brummen” afskaffet, og der blev indlagt centralvarme og oprettet et gartneri med drivhuse og arbejdsrum.  
1963 blev der bygget en helt ny lærlingeafdeling, Bakken med eneværelser, dagligstue, køkken og fritidsfaciliteter.
1965 blev den gamle lærlingeafdeling, Åsen ombygget til også at have et- og tomandsværelser til erstatning for en sovesal til 20 unge mænd. Landbruget blev nedlagt i midten af tresserne, i stedet blev der undervisningspligt i 1970, ligesom der blev bygget tidssvarende medarbejderboliger. Eleverne spiste dog stadig måltiderne i den store fælles spisesal frem til 1970.
1978 blev Godhavn nednormeret til 48 elever fordelt på 4 afdelinger: Sletten, Åsen, Toften og Bakken med 12 på hver.
2010 kom Godhavnsrapporten som var den første danske undersøgelse af overgreb mod børn under deres opvækst på børnehjem. Forhistorien til undersøgelsen går tilbage til 2005, hvor DR bragte et dokumentarprogram, hvori tidligere børnehjemsbørn og medarbejdere fremlagde en række anklager om overgreb, vanrøgt og medicinske forsøg med psykofarmaka på Drenge- og Skolehjemmet Godhavn i 1960'erne. Den efterfølgende debat førte til oprettelsen af Landsforeningen Godhavnsdrengene, der i flere år arbejdede for at få foretaget en uvildig undersøgelse af forholdene under deres medlemmers opvækst på børnehjem. 
Den 13. august 2019 fik tidligere anbragte børnehjemsbørn fra drengehjemmet Godhavn en officiel undskyldning fra statsminister Mette Frederiksen.

## Film og medier
Filmen Der kommer en dag fra 2016, er baseret på virkelige hændelser på drengehjemmet Godhavn i 1960'erne. Lars Mikkelsen spiller rollen som forstander Frederik Heck. TV 2 producerede og sendte en miniserie af samme navn, og om samme emne, i 2017.